# Летківське сільське поселення
Ле́тківське сільське поселення (рос. Летковское сельское поселение) — муніципальне утворення у складі Прилузького району Республіки Комі, Росія. Адміністративний центр — село Летка.

## Населення
Населення — 2472 особи (2017, 2875 у 2010, 3427 у 2002, 3624 у 1989).

## Склад
До складу поселення входять такі населені пункти:
| Населений пункт        | Населення, осіб (1989) | Населення, осіб (2002) | Населення, осіб (2010) |
| ---------------------- | ---------------------- | ---------------------- | ---------------------- |
| Гостиногорка, присілок | 177                    | 125                    | 74                     |
| Колобово, присілок     | 10                     | 6                      | 13                     |
| Крутотила, присілок    | 72                     | 54                     | 29                     |
| Летка, село            | 3221                   | 3139                   | 2679                   |
| Мала Беберка, присілок | 67                     | 58                     | 60                     |
| Осиновка, присілок     | 23                     | 15                     | 3                      |
| Поромшор, присілок     | 54                     | 30                     | 17                     |